# Ispansi (¡Españoles!)
Ispansi (¡Españoles!) és una pel·lícula espanyola de 2011 dirigida i coprotagonitzada per Carlos Iglesias en la seva segona pel·lícula com a director després d'Un franco, 14 pesetas i que fou estrenada al Festival de Cinema Iberoamericà de Huelva. Tracta sobre l'odissea dels nens de Rússia i pretén establir un "pont entre les dues Espanyes". Fou coproduïda per Canal Sur Televisión i fou rodada a Suïssa, Sevilla, Carmona i Dos Hermanas. Comptava amb un pressupost de més de 4 milions d'euros.
Se'n va fer cert ressò quan fou detingut l'acadèmic i director de cinema Manuel Sirgo González acusat de penjar a Internet, abans de la seva estrena, còpies de pel·lícules que competien pels premis Goya, entre elles Ispansi.

## Argument
Beatriz és una jove pertanyent a una família conservadora al Madrid de 1936. Embarassada i mare sense haver contret matrimoni, ha d'ocultar al seu fill en un orfenat. Després de l'esclat de la guerra civil espanyola, les autoritats de la República decideixen traslladar a milers de nens, entre ells als residents en orfenats, a la Unió Soviètica per a protegir-los dels efectes del conflicte (els anomenats nens de la guerra). Beatriz decideix fer-se passar per Paula, una republicana recentment morta per a acompanyar al seu fill en el viatge a Rússia al costat dels qui són els seus enemics ideològics.

## Repartiment
- Carlos Iglesias - Alvaro
- Carmen Frigolet
- Isabelle Stoffel - Ludmila
- Esther Regina - Paula
- Isabel Blanco
- Eloisa Vargas - Piedad

## Premis
- Premi de l'Audiència al Festival de Cinema Iberoamericà de Huelva.[5]
- Premi a la millor fotografia per Tote Trenas als premis de l'ASECAN.[6]